# San Cebrián de Mudá
San Cebrián de Mudá es un municipio y localidad española, en la comarca de la Montaña (subcomarca del Alto Pisuerga), en el norte de la provincia de Palencia, comunidad autónoma de Castilla y León.

## Geografía
Junto con el vecino municipio de Mudá forma el denominado valle de Mudá, uno de los parajes naturales más salvajes y poco explotados del norte de Castilla y León. Su término municipal comprende además las pedanías de Perapertú, San Martín de Perapertú, Valle de Santullán y Vergaño.

## Historia
En el Libro Becerro de las Behetrías (1352), San Cebrián de Mudá aparece como lugar de abadengo, en su mitad perteneciente al abad de Aguilar, monasterio de Santa María la Real y la otra mitad como lugar solariego perteneciente a Pedro Royz Calderón, a Pero Royz hijo de Sancho Royz y a Johan Ferrández hijo de Pero Monte. En 1296 aparece don Pero Royz de San Cebrián como Alcaide castellano del Castillo de Orihuela entregando la fortaleza a Jaime II de Aragón. En el índice genealógico de don Luis Salazar y Castro aparece una tabla genealógica de los Ruiz de San Cebrián como señores de Mudá, San Cebrián de Mudá y Celada.

## Demografía
Cuenta con una población de 150 habitantes (INE 2024).
| Gráfica de evolución demográfica de San Cebrián de Mudá entre 1842 y 2021 |
| |
| Población de derecho según los censos de población del INE Población de hecho según los censos de población del INEEntre el censo de 1950 y el anterior, crece el término del municipio porque incorpora a 34511 (Valle de Santullán) y 34514 (Vergaño) |

## Economía

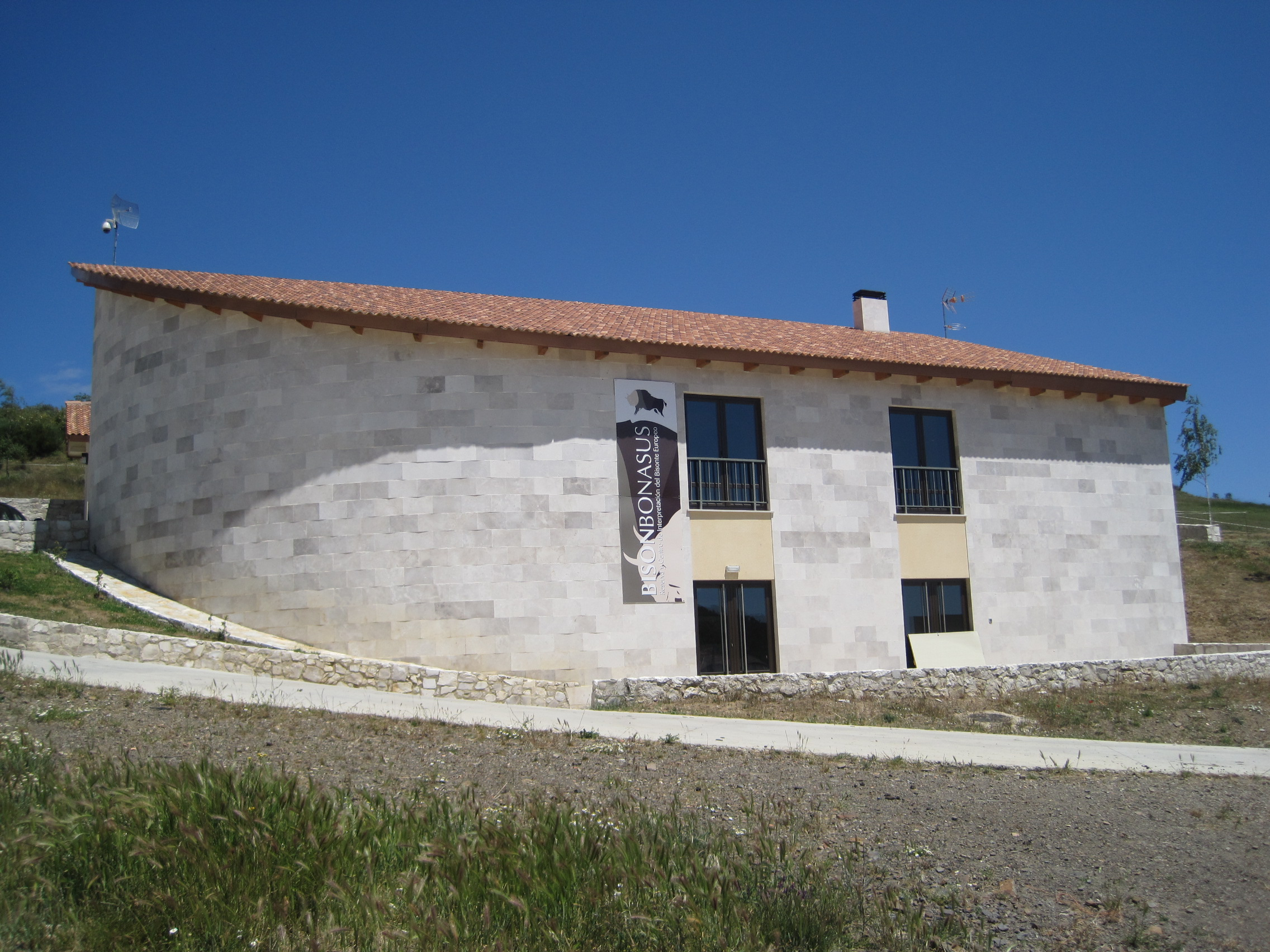
Fachada del centro de interpretación del Bisonte Europeo

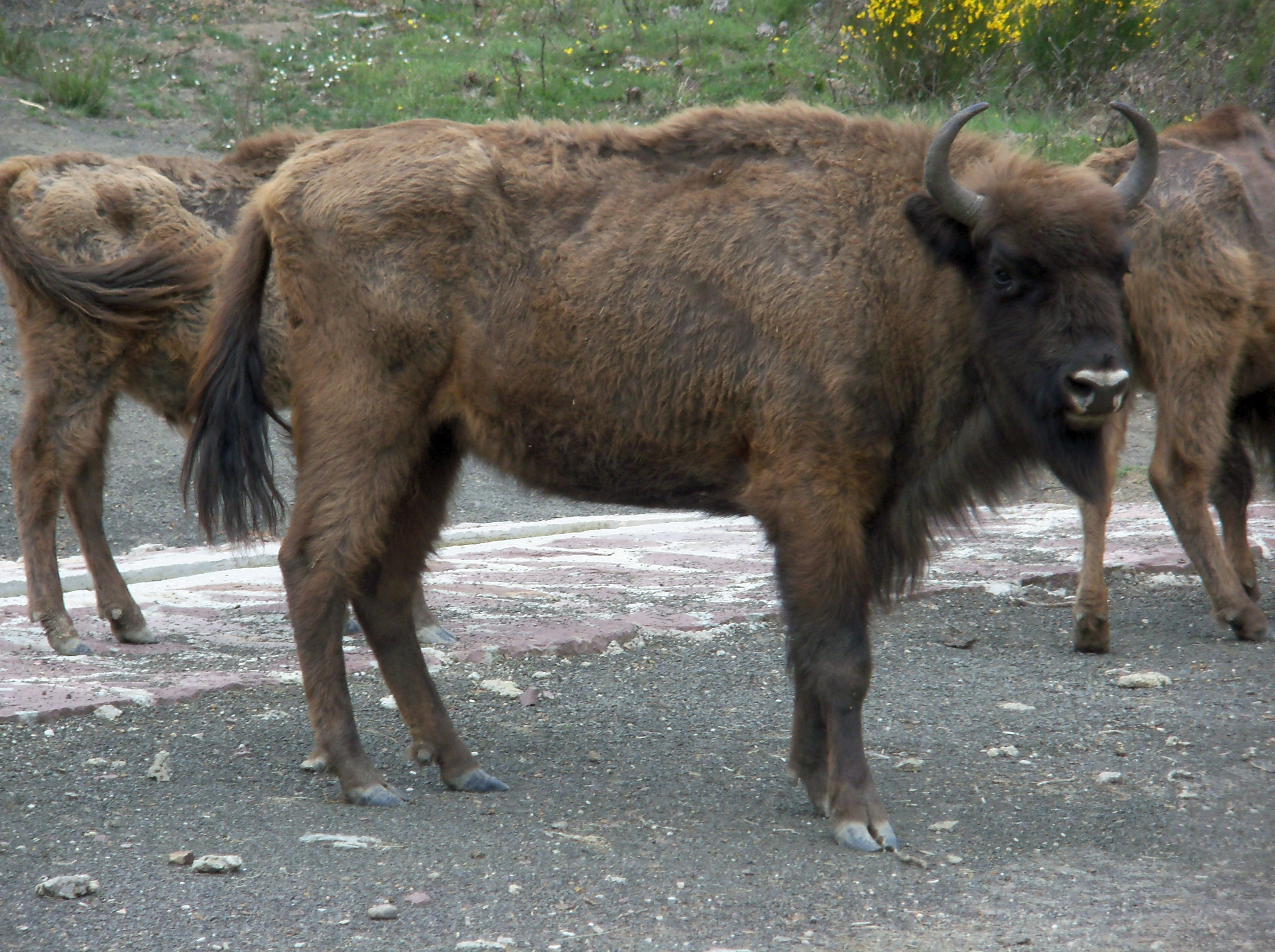
Hembra de bisonte europeo

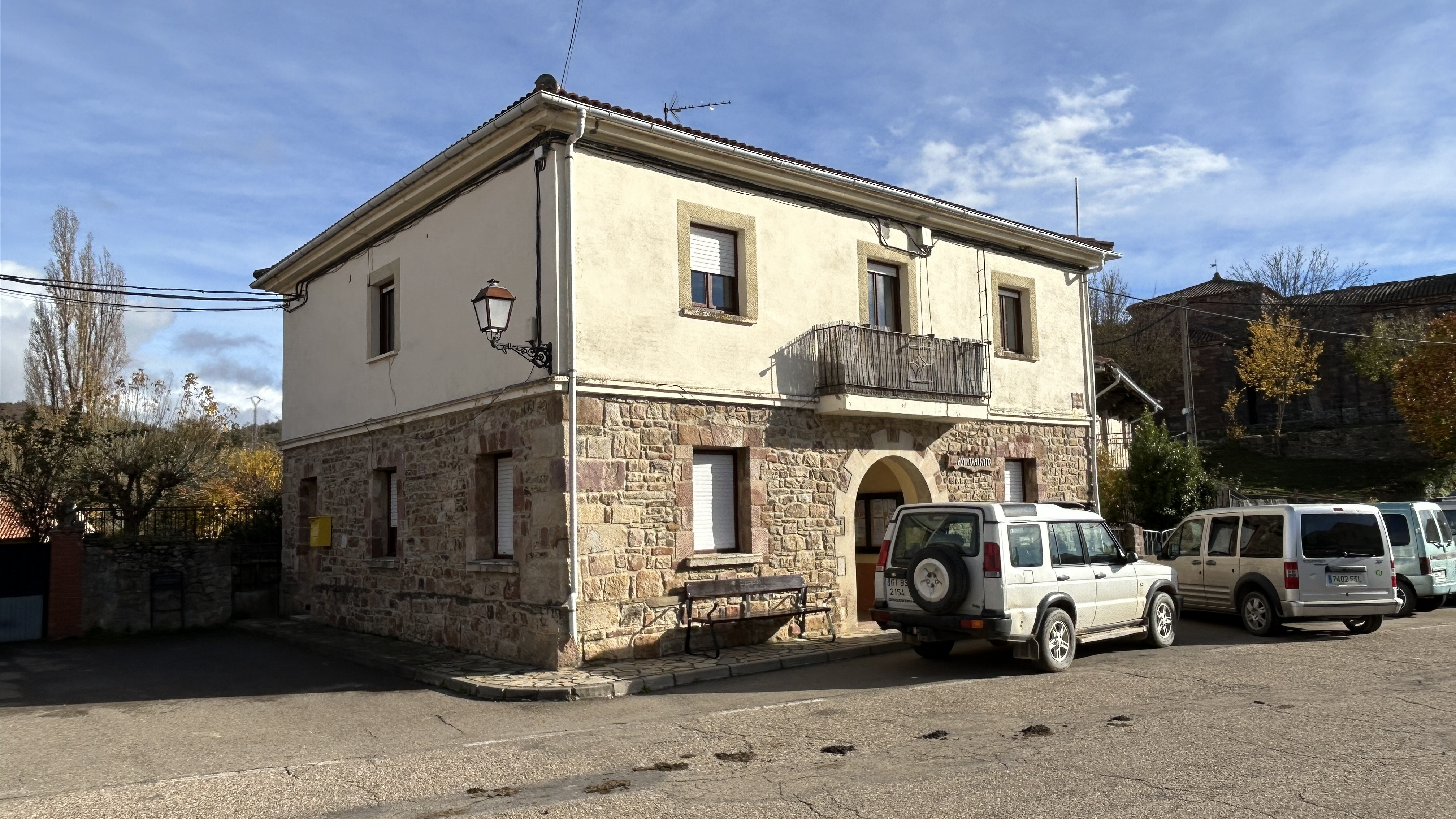
Casa consistorial

La principal fuente de riqueza la constituyó tradicionalmente la minería de carbón. Actualmente las minas se encuentran cerradas y en los últimos años se vienen promocionando las actividades de turismo rural, como el observatorio astronómico Mirador de las Estrellas, la senda ecológica del Acebal de las Comuñas y, desde junio de 2010, la reserva y centro de interpretación del Bisonte Europeo.
Centro de interpretación del Bisonte Europeo
El centro, que fue inaugurado el 4 de junio de 2010, cuenta con un museo del bisonte y un vallado de 20 hectáreas, al que trajeron siete ejemplares (cinco hembras y dos machos) procedentes del Bosque de Białowieża en Polonia. Solo dos meses después habían nacido dos crías de bisonte. A esos siete ejemplares, el 8 de junio de 2012 se sumaron otros seis más (cinco hembras y un macho) procedentes de la reserva de Oostvaardersplassen en Países Bajos, y cuyo destino será formar parte del futuro Parque Cuaternario.
También conviven con ganado de heck, el caballo de Przewalski y "tarpanes" recreados.

## Patrimonio

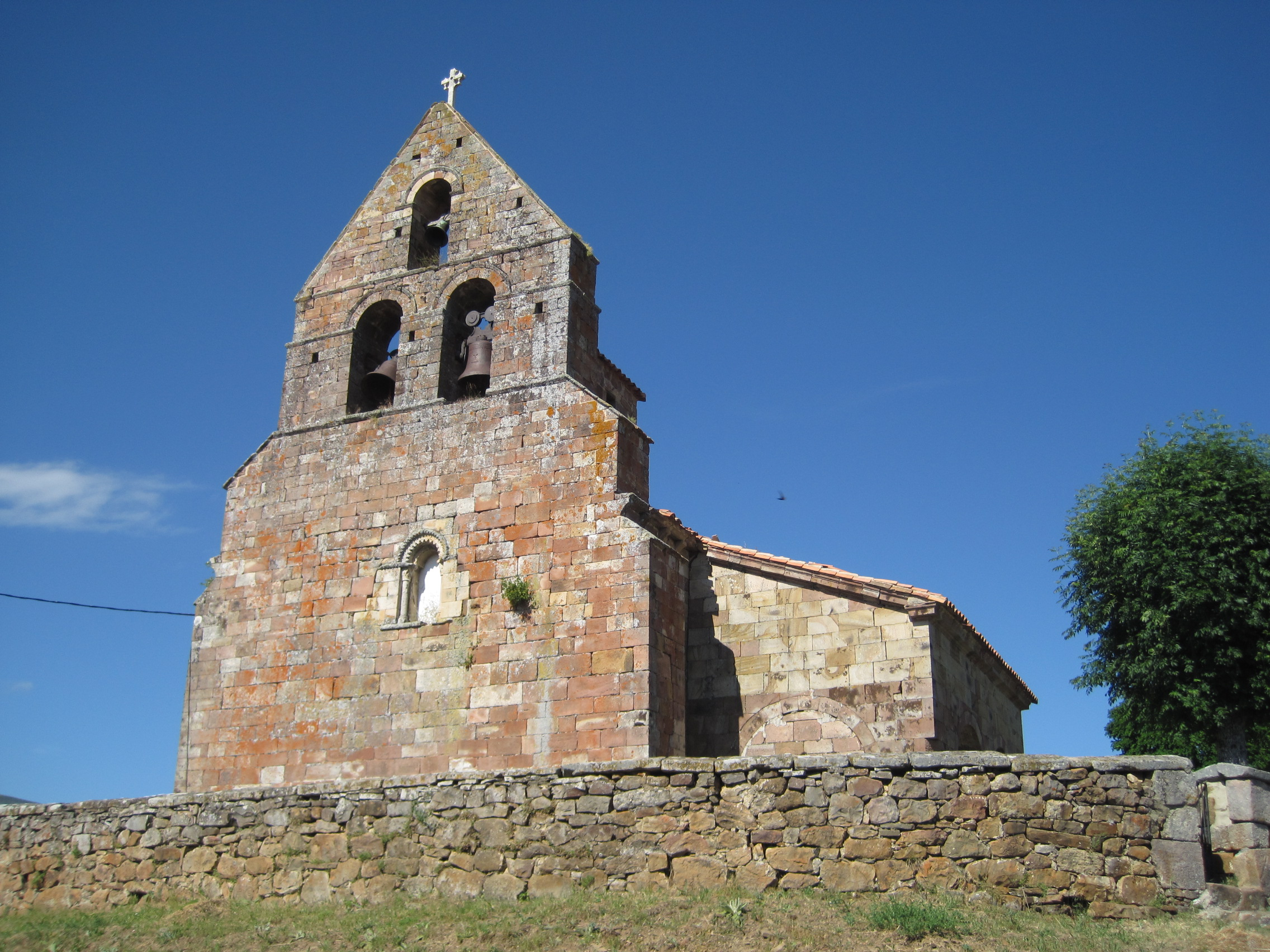
Vista de la iglesia de San Cornelio y San Cipriano.

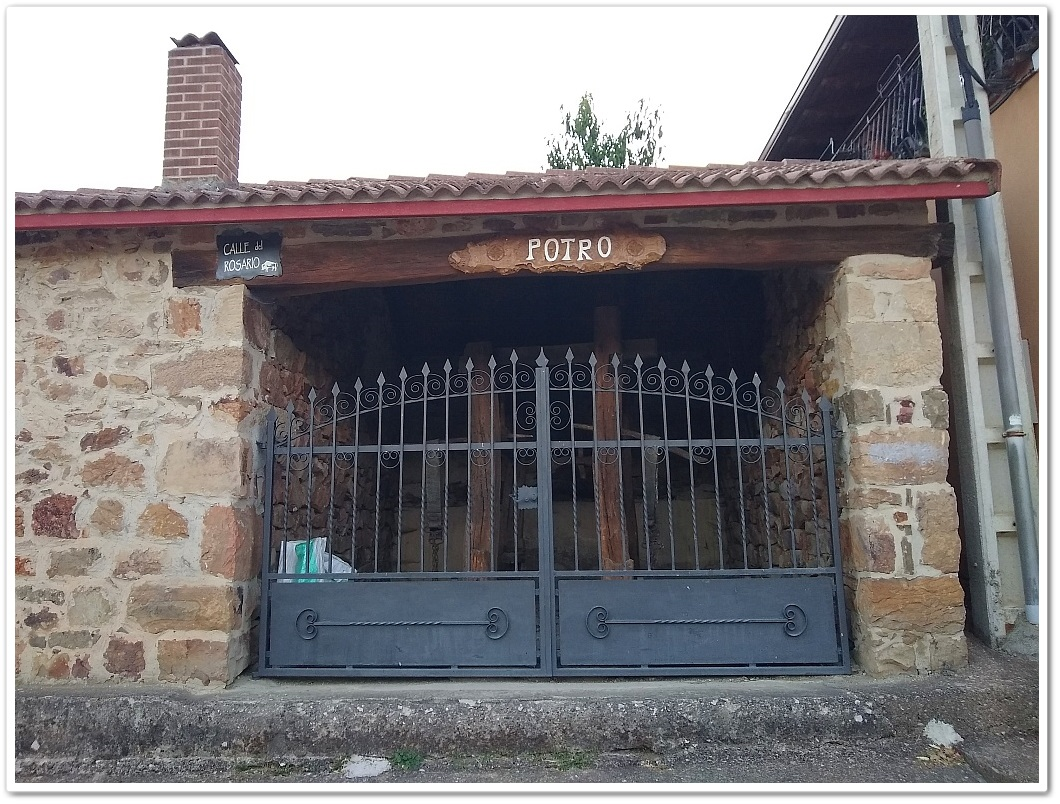
Potro

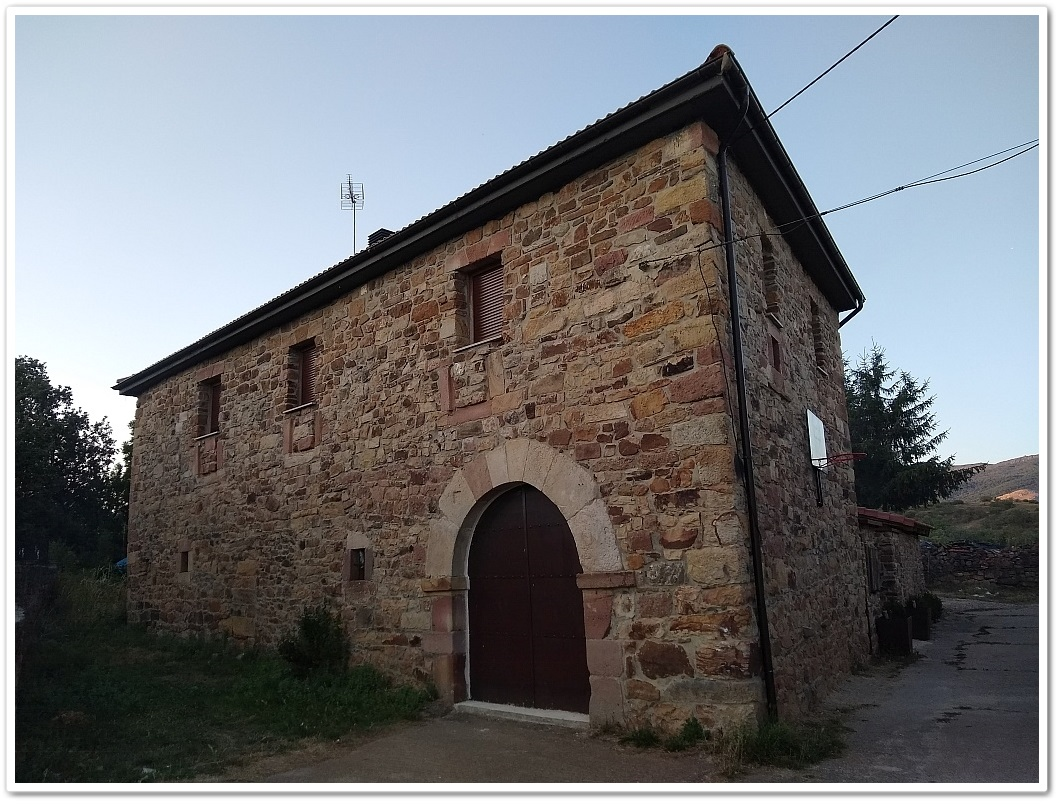
Casona junto al lavadero

- Iglesia de San Cornelio y San Cipriano: iglesia de origen románico, siglo XII, en la que destaca su espadaña. Sobresale también por sus pinturas murales del siglo XV,[7] sometidas recientemente a restauración (al igual que el edificio) dentro del Plan de Intervención del Románico Norte.